# كريستوف كوكارد
كريستوف كوكارد (بالفرنسية: Christophe Cocard)‏ لاعب كرة قدم سابق ولد في 23 نوفمبر 1967 في بيرناي (أور).
مركزه الأساسي كان الجناح الأيمن. أبرز نقاط قوته كانت فنياته العالية ومراوغاته.

## سيرته الذاتية
وصل إلى بورغوني سنة 1987، عرف صعود نادي أوكسير، حتى سنة 1996 التي حاز فيها على الثنائية (الدوري والكأس). دولي في 9 مناسبات ما بين 1989 و1996، كان طوال الفترة جاهزا بتوزيعاته الدقيقة للمهاجمين، أحيانا ليليان لاسلاند، وأحيانا جيرالد بالتيك، وأحيانا ستيفان غيفارش. على المستوى الأوروبي، كانت مقابلة بوروسيا دورتموند بوضوح مقابلة الندم، نصف نهائي الدوري الأوروبي 1993، الانهزام بضربات الجزاء بعد التقدم بهدفين على داخل القواعد. ليثأر، انتقل إلى أولمبيك ليون سنة 1996، ولم يشارك مع فريقة الأصلي في كأس رابطة الأبطال الأوروبية.
مع فريقه الجديد، بقي 3 سنوات، لم يحقق نفس الإنجازات. منطقيا، هذا ما جعله يغادر إلى اسكتلندا لينضم لنادي كيلمارنوك في نهاية مسيرته. بعد ثلاثة مواسم، لم يكن هناك سوى ناد صيني مهتم بخدماته وهو نادي شنغهاي شينهوا الذي ينشط فيه صديقه كريستيان بيريز، لكنه لم يلب دعوة صديقه واعتزل النشاط نهائيا.

## إنجازات
- مع نادي أوكسير:
  - بطل الدوري الفرنسي 1996.
  - كأس فرنسا سنتي 1994 و1996.

## إحصائيات
- 347 مباراة و71 هدف في دوري الدرجة الأولى الفرنسي.
- 7 أهداف في الكؤوس الأوروبية.
- أول مشاركة دولية: فرنسا - يوغسلافيا (0-0)، 29 أبريل 1989 بباريس.
- آخر مشاركة والهدف الوحيد : فرنسا - أذربيجان (10-0)، 6 سبتمبر 1995، سجل الهدف الأخير.

## روابط خارجية
- كريستوف كوكارد على موقع قاعدة بيانات كرة القدم.إي يو (الإنجليزية)
- كريستوف كوكارد على موقع ناشيونال فوتبول تيمز (الإنجليزية)
- كريستوف كوكارد على موقع Soccerway.com (الإنجليزية)